# Cavendish Square
Cavendish Square est une place de Londres, située dans le quartier de Marylebone.

## Situation et accès

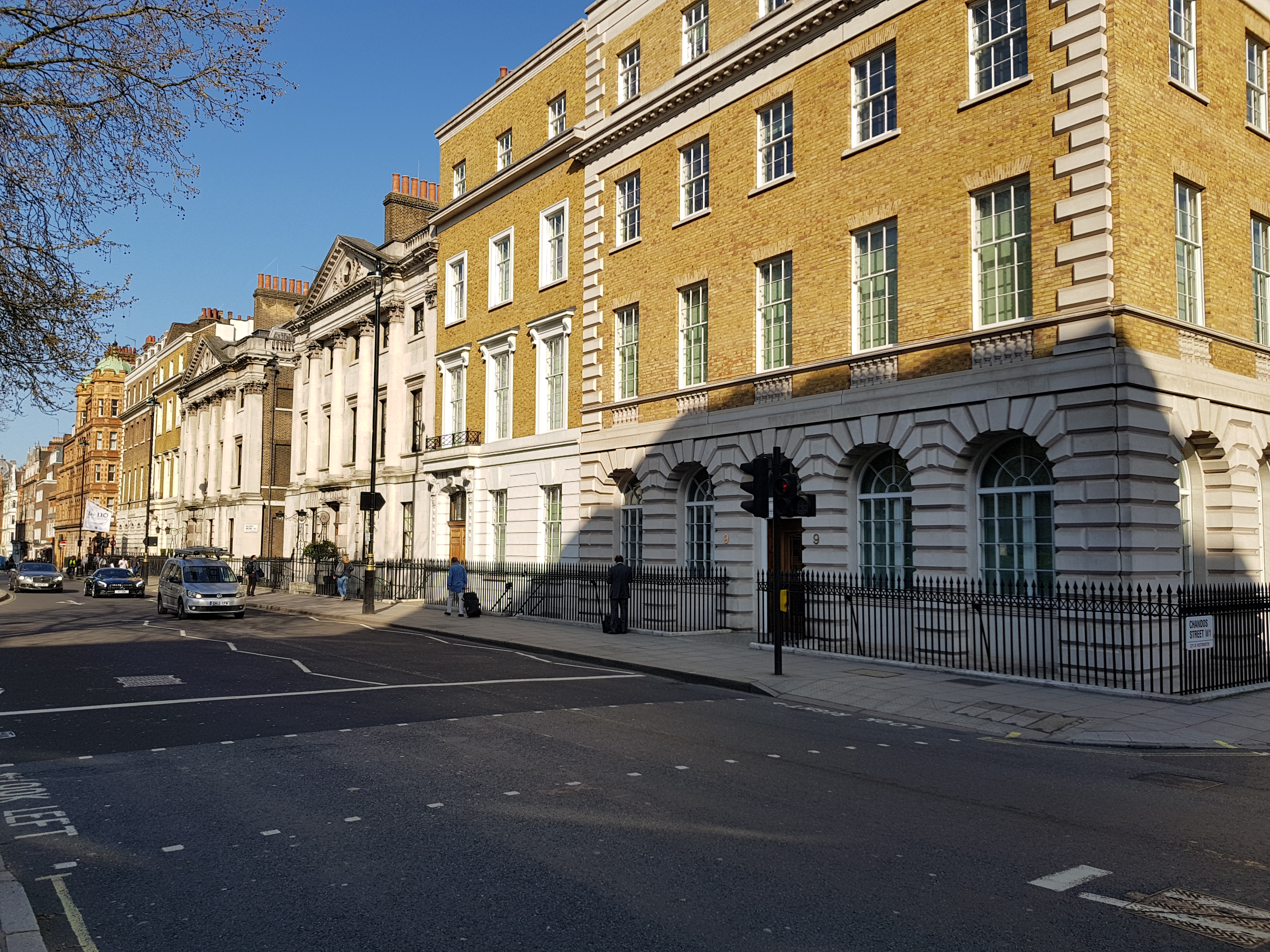
Cavendish Square, côté nord.

Cette place se situe à proximité et au nord-ouest d’Oxford Circus.
La station de métro la plus proche est Oxford Circus, desservie par les lignes  Bakerloo  Central  Victoria.

## Origine du nom

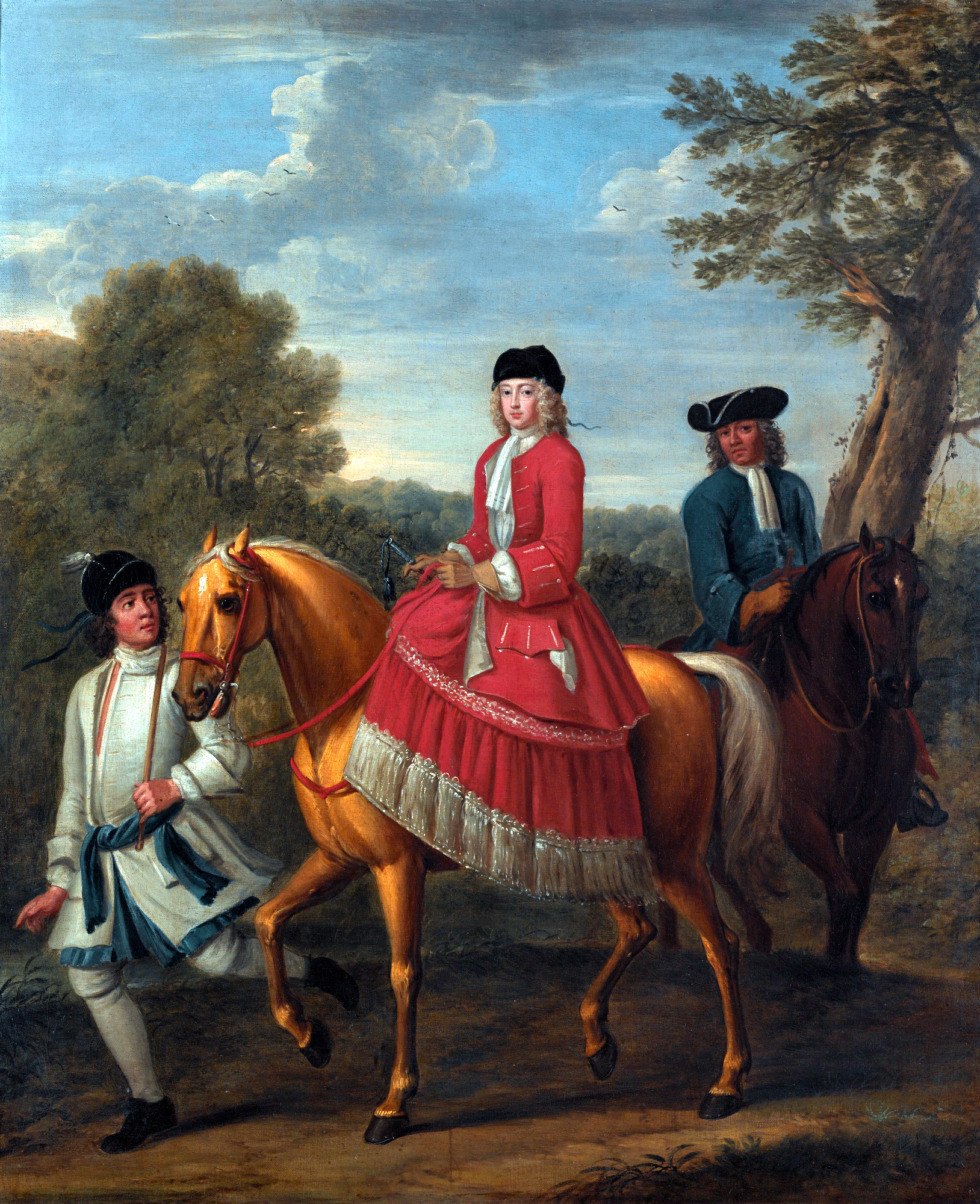
Henrietta Cavendish Holles, par John Wootton.

Le nom de la rue évoque la mémoire de Henrietta Cavendish Holles (en) (1694-1755), comtesse d’Oxford et comtesse Mortimer, propriétaire des terrains avoisinants, qui donna également son nom à Henrietta Street et à Holles Street.

## Historique

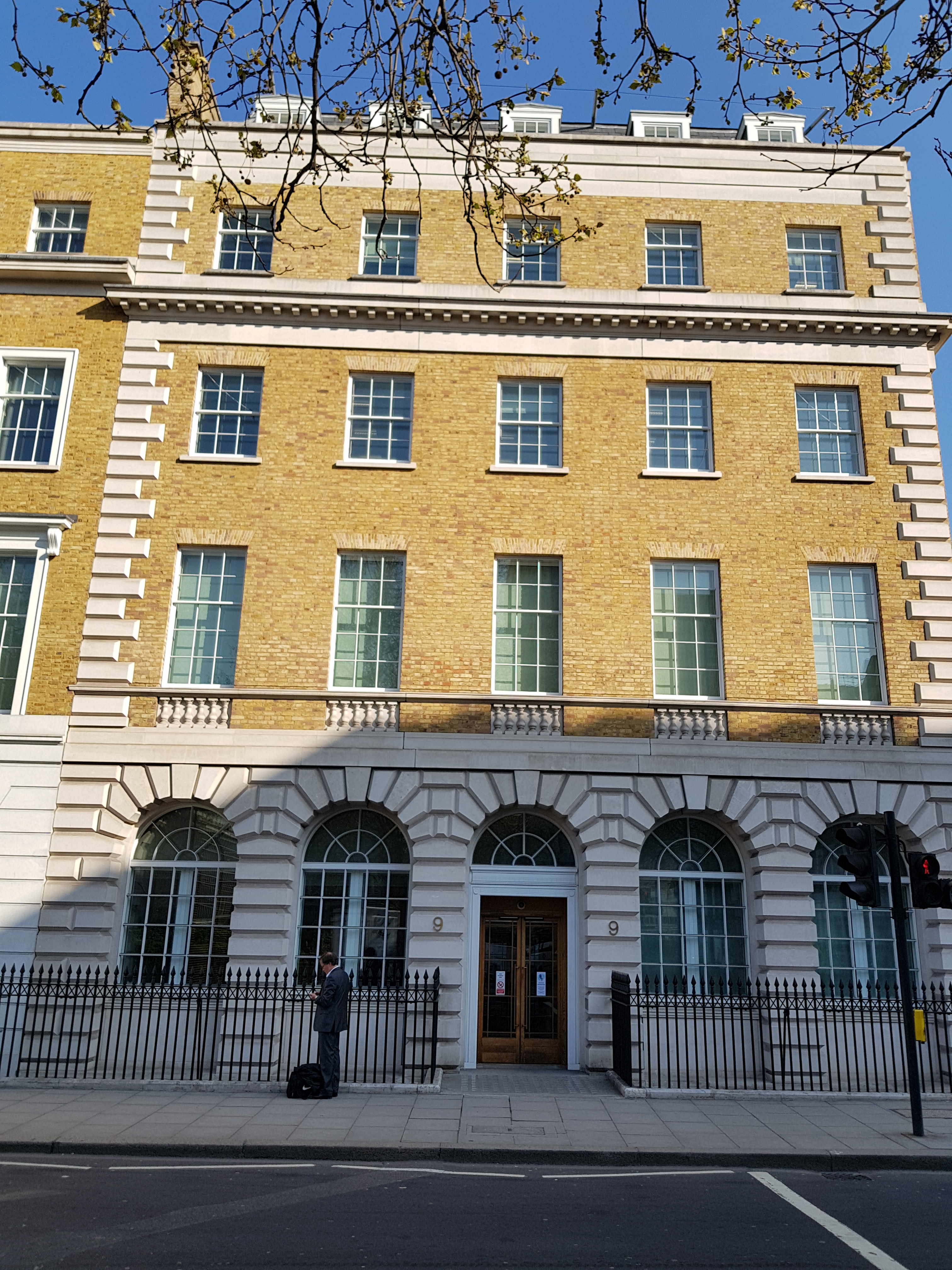
No 9.

L’aménagement de la place débute en 1717 mais s’étend sur une cinquantaine d’années, ce qui n’est pas sans conséquences sur le plan architectural.
Le square constitue alors une adresse recherchée par les membres de l’aristocratie. Le duc de Chandos envisage d’y faire bâtir, côté nord, la « plus grande maison de ville d’Europe » mais ce projet n’aboutit pas en raison du krach de 1720.
Une statue de l’homme politique William George Frederick Cavendish Bentinck (1802-1848) est érigée au sud de la place en 1848.
Jusqu’en 1906, la plus grande maison du square est Harcourt House.
Cavendish Square appartient aujourd’hui à la famille Howard de Walden.

### Le jardin
Le jardin, à l’origine composé d’une pelouse sur laquelle paissent des moutons, est un peu plus tard aménagé par le paysagiste Charles Bridgeman .
En 1770, on y installe une statue du duc de Cumberland, qui est enlevée en 1868.
Le jardin est réaménagé en 1971 lors de la construction d’un parking souterrain sous le square.
L’arbre le plus représenté dans le square est le platane de Londres.

## Bâtiments remarquables et lieux de mémoire
- No 1a : ce bâtiment d’angle est ce qui reste de Harcourt House, construite en 1720-1726 et démolie aux deux-tiers en 1933-1934[5] ; le dernier tiers est actuellement occupé par la Représentation du gouvernement flamand.

- No 11-14 : deux maisons de style palladien construites autour de 1770[6] par George Tufnell.

## Dans la fiction
- Le Dr Lanyon, personnage du roman L'Étrange Cas du docteur Jekyll et de M. Hyde de Robert Louis Stevenson, ami du Dr Jekyll, habite à Cavendish Square.
- Libertinage à Cavendish Square, suite de romans historiques et sentimentaux écrits par Tracy Ann Warren.